# Alternativa Eleitoral para o Trabalho e a Justiça Social
A Alternativa Eleitoral para o Trabalho e a Justiça Social (em alemão: Arbeit & soziale Gerechtigkeit – Die Wahlalternative, WASG) foi um partido político ativo na Alemanha Ocidental entre 2005 e 2007.
Foi fundado a começos de 2005 por militantes da ala esquerda do Partido Social-Democrata da Alemanha (SPD), sindicalistas e outros ativistas da esquerda como resposta à política de reformas do governo do SPD dirigido por Gerhard Schröder, ao que consideravam neoliberal. Em poucos meses, a WASG conseguiu mais de 10.000 mil militantes, entre os quais Oskar Lafontaine, antigo presidente do próprio SPD.

## Fundação
Desde o momento de fundação do partido, discutiu-se a possibilidade de se fusionar com o Partido do Socialismo Democrático (PDS) - herdeiro do Partido Socialista Unificado da Alemanha (PDS) que governara a Alemanha Oriental até a queda do Muro de Berlim. Por causa da legislação de partidos políticos da Alemanha, não foi possível unificar os dois partidos antes das eleições gerais de setembro de 2005, pelo que os candidatos do WASG se apresentaram como independentes nas listas do PDS, que aos efeitos modificou o seu nome pelo de Linkspartei. Os resultados foram muito beneficiosos para o novo Linkspartei, que atingiu 8,7% dos votos e 54 deputados no Bundestag, encabeçados pelos porta-vozes Gregor Gysi pelo PDS e Oskar Lafontaine pela WASG.

## Unificação com o PDS
Em 2006, a fusão não avançou. No Land de Berlim, o PDS governava em coligação com o SPD, enquanto a seção regional da WASG se posicionava à esquerda do governo. Embora a tentativa da cúpula da WASG para impedi-lo, a seção regional apresentou listas diferenciadas do PDS às eleições desse ano. Porém, atingiu apenas 2,9% dos votos, enquanto o PDS atingiu  13,4% e confirmou a sua participação no governo do Land. Em consequência, reiniciaram-se as conversas de unificação, que se produziu oficialmente em 16 de junho de 2007. A WASG deixou de existir como partido e integrou-se no PDS/Linskpartei sob o nome Die Linke.